# Pincehely
Pincehely es un pueblo ubicado en el distrito de Tamási, en el condado de Tolna, Hungría.

## Superficie
Posee una superficie de 50,09 kilómetros cuadrados.

## Demografía
Hasta 2022 la población era de 2083 habitantes, con una densidad de población de 41,58 habitantes por kilómetro cuadrado.